# Oxnard
Oxnard is een stad in de Amerikaanse staat Californië en telt 170.358 inwoners. Het is hiermee de 122e stad in de Verenigde Staten (2000). De oppervlakte bedraagt 65,5 km², waarmee het de 202e stad is.

## Demografie
Van de bevolking is 8,1 % ouder dan 65 jaar en bestaat voor 14,6 % uit eenpersoonshuishoudens. De werkloosheid bedraagt 6,5 % (cijfers volkstelling 2000).
Ongeveer 66,2 % van de bevolking van Oxnard bestaat uit hispanics en latino's, 3,8 % is van Afrikaanse oorsprong en 7,4 % van Aziatische oorsprong.
Het aantal inwoners steeg van 142.458 in 1990 naar 170.358 in 2000.

## Klimaat
In januari is de gemiddelde temperatuur 12,9 °C, in juli is dat 18,9 °C. Jaarlijks valt er gemiddeld 365,3 mm neerslag (gegevens op basis van de meetperiode 1961-1990).

## Verkeer
De stad is bereikbaar vanuit het noordenwesten via de Santa Paula Freeway, en vanuit het noorden via de Ojai Freeway. Vanuit het westen kan men de Ventura Freeway gebruiken om de stad te bereiken. Vanuit het zuiden komt de Pacific Coast Highway de stad binnen, welke opsplitst in de Oxnard Boulevard en de South Rice Avenue.

## Plaatsen in de nabije omgeving
De onderstaande figuur toont nabijgelegen plaatsen in een straal van 24 km rond Oxnard.

## Geboren
- Jeffrey Combs (1954), acteur
- Corey Pavin (1959), golfer
- Madlib (1973), hip-hop-producer, rapper en dj
- Robbie Jones (1977), acteur
- Philip Giebler (1979), autocoureur
- Tony Ferguson (1984), MMA-vechter
- Anderson Paak (1986), popartiest
- Brooke Candy (1989), rapper